# Evrazijski šakal
Evrazijski šakal (znanstveno ime Canis aureus), imenovan tudi zlati šakal ali navadni šakal, je volku podoben kanid, ki izvira iz jugovzhodne Evrope, Srednje Azije, zahodne Azije, Južne Azije in regij Jugovzhodne Azije. Dlaka zlatega šakala se spreminja v barvi od bledo kremasto rumene poleti do temno rjavo bež pozimi. Je manjši in ima krajše noge, krajši rep, bolj podolgovat trup, manj izbočeno čelo ter ožji in bolj koničast gobec kot arabski volk (Canis lupus arabs). Zaradi svoje razširjenosti in visoke gostote na območjih z veliko razpoložljive hrane in optimalnim zatočiščem je na Rdečem seznamu IUCN uvrščen med najmanj zaskrbljujoče.
Zlati šakal kljub svojemu imenu ni tesno povezan z afriškim podsedliškim šakalom ali bočno progastim šakalom (Lupulella adusta), ki sta del rodu Lupulella. Namesto tega je bližje volkovom in kojotom. Prednik zlatega šakala naj bi bil izumrli Canis arnensis, ki je živel v južni Evropi pred 1,9 milijona let. Opisan je kot majhen, šakalu podoben pes. Genetske študije kažejo, da se je zlati šakal razširil iz Indije pred približno 20.000 leti, proti koncu zadnjega ledeniškega maksimuma. Najstarejši fosil zlatega šakala, najden v skalnem zavetišču Ksar Akil blizu Bejruta v Libanonu, je star 7600 let. Najstarejši fosili zlatega šakala v Evropi so bili najdeni v Grčiji in so stari 7000 let. Obstaja šest podvrst zlatega šakala. Sposoben je proizvesti plodne križance tako s sivim volkom kot z afriškim volkom. Hibridi šakala in psa, imenovani psi Sulimov, so v uporabi na letališču Šeremetjevo blizu Moskve, kamor jih je napotila ruska letalska družba Aeroflot za zaznavanje vonjav.
Zlatega šakala je veliko v dolinah ter ob rekah in njihovih pritokih, kanalih, jezerih in morskih obalah, vendar redko v vznožju in nizkih gorah. Je družabna vrsta, katere osnovno družbeno enoto sestavljajo par in morebitni mladi potomci. Je zelo prilagodljiv, s sposobnostjo izkoriščanja hrane, od sadja in žuželk do majhnih parkljarjev. Napada domače kokoši in domače sesalce do velikosti telet domačih vodnih bivolov. Njegovi konkurenti so rdeča lisica, stepski volk, džungelska mačka, kavkaška divja mačka, rakun na Kavkazu in v Srednji Aziji ter azijska divja mačka. Širi se izven svojih domačih krajev v jugovzhodni Evropi v srednjo in severovzhodno Evropo na območja, kjer je volkov malo ali nič.

## Etimologija in poimenovanje
Beseda ‘’šakal‘‘ izhaja iz turške besede ‘’çakal’’, ki izvira iz perzijske besede ‘’šagāl’’. Znan je tudi kot navadni šakal.

## Taksonomija
Biološko družino Canidae sestavljajo južnoameriški kanidi, lisicam podobni kanidi in volku podobni kanidi. Vse vrste znotraj volku podobnih kanidov imajo podobno morfologijo in imajo 78 kromosomov, kar jim omogoča potencialno križanje. Znotraj volku podobnih kanidov je skupina šakalov, ki vključuje tri šakale: podsedliškega šakala (Lupulella mesomela), bočno progastega šakala (Lupulella adusta) in zlatega šakala (Canis aureus). Te tri vrste so približno enake velikosti, imajo podobno morfologijo zob in skeleta in se med seboj razlikujejo predvsem po barvi dlake. Nekoč so mislili, da so različno razširjeni po Afriki, njihova območja razširjenosti pa se prekrivajo v vzhodni Afriki (Etiopija, Kenija in Tanzanija). Čeprav je skupina šakalov tradicionalno veljala za homogeno, genetske študije kažejo, da šakali niso monofileti (nimajo skupnega prednika) in so le v daljnem sorodstvu. Točnost pogovornega imena šakal za opis vseh šakalov je torej vprašljiva.
Mitohondrijska DNK (mDNK) poteka po materini liniji in lahko sega več tisoč let nazaj. Tako filogenetska analiza zaporedij mDNA znotraj vrste zagotavlja zgodovino materinskih linij, ki jih je mogoče predstaviti kot filogenetsko drevo. Genetska študija kanidov iz leta 2005 je pokazala, da sta sivi volk in pes na tem drevesu najbolj povezana. Naslednji najbolj sorodni so kojot (Canis latrans), zlati šakal in etiopski volk (Canis simensis), za katere se je pokazalo, da se križajo s psom v naravi. Naslednja najbližja sta luški lušter (Cuon alpinus) in afriški hijenski pes (Lycaon pictus), ki nista pripadnika rodu Canis. Tem sledijo podsedliški in bočno progasti šakali, člani rodu Lupulella in najbolj bazalni člani tega klada.
Rezultati dveh nedavnih študij mDNK zlatih šakalov kažejo, da so osebki iz Afrike genetsko bližje sivemu volku kot primerki iz Evrazije. Leta 2015 je velika študija DNK zlatih šakalov prišla do zaključka, da je treba šest podvrst C. aureus, ki jih najdemo v Afriki, prerazvrstiti v novo vrsto C. anthus (afriški volk), in tako zmanjšati število podvrste zlatega šakala do sedem. Filogenetsko drevo, ustvarjeno s to študijo, prikazuje razlikovanje zlatega šakala od linije volk/kojot pred 1,9 milijona let in afriškega volka pred 1,3 milijona let. Študija je pokazala, da imata zlati šakal in afriški volk zelo podobno morfologijo lobanje in telesa in da je to taksonomiste zmedlo, da so ju obravnavali kot eno vrsto. Študija predlaga, da je zelo podobna morfologija lobanje in telesa posledica tega, da obe vrsti izvirata iz večjega skupnega prednika.

### Evolucija
Rečni pes Arno (Canis arnensis) je izumrla vrsta psov, ki je bila endemična v sredozemski Evropi v zgodnjem pleistocenu pred približno 1,9 milijona let. Opisan je kot majhen šakalu podoben pes in verjetno prednik sodobnih šakalov. Njegova anatomija in morfologija ga bolj povezujeta s sodobnim zlatim šakalom kot z dvema vrstama afriških šakalov, podsedliškim šakalom in bočno progastim šakalom.
Najstarejši fosil zlatega šakala je bil najden v kamnitem zavetišču Ksar Akil, ki je 10 km severovzhodno od Bejruta v Libanonu. Fragment posameznega zoba je datiran pred približno 7600 leti. Najstarejši fosili zlatega šakala, najdeni v Evropi, so iz Delfov in Kitsosa v Grčiji in so datirani pred 7000–6500 leti. Nenavaden fosil petne kosti, najden v Azohških jamah v Gorskem Karabahu, izvira iz srednjega pleistocena in je opisan kot verjetno pripadal zlatemu šakalu, vendar njegova klasifikacija ni jasna. Fosil je opisan kot nekoliko manjši in tanjši od jamskega risa, podoben lisici, vendar prevelik, in podoben volku, vendar premajhen. Ker se zlati šakal po velikosti uvršča med ta dva, fosil verjetno pripada zlatemu šakalu. Odsotnost jasno opredeljenih fosilov zlatega šakala v regiji Kavkaza in Zakavkazju, območjih, kjer vrsta trenutno prebiva, kaže, da je vrsta prišla relativno nedavno.
Haplotip je skupina genov, ki jih najdemo v organizmu in je podedovan od enega od staršev. Haploskupina je skupina podobnih haplotipov, ki imajo skupno mutacijo, podedovano od skupnega prednika. Haplotipi mDNA zlatega šakala tvorijo dve haploskupini: najstarejšo haploskupino sestavljajo zlati šakali iz Indije, druga, mlajša haploskupina, ki se od tega razlikuje, pa vključuje zlate šakale iz vseh drugih regij. Indijski zlati šakali izkazujejo največjo genetsko raznolikost, tisti iz severne in zahodne Indije pa so najbolj bazalni, kar nakazuje, da je bila Indija središče, iz katerega so se zlati šakali razširili. Obstoječa linija zlatega šakala je začela širiti svojo populacijo v Indiji pred 37.000 leti. Med zadnjim ledeniškim maksimumom, pred 25.000 do 18.000 leti, so toplejše regije Indije in jugovzhodne Azije nudile zatočišče pred hladnejšimi okoliškimi območji. Ob koncu zadnjega ledeniškega maksimuma in na začetku ciklov segrevanja se je linija zlatega šakala razširila iz Indije v Evrazijo, da bi dosegla Bližnji vzhod in Evropo.
Zunaj Indije zlati šakali na Kavkazu in v Turčiji izkazujejo naslednjo največjo genetsko raznovrstnost, medtem ko tisti v Evropi kažejo nizko gensko raznovrstnost, kar potrjuje njihovo nedavno širitev v Evropo. Genetski podatki kažejo, da lahko zlati šakali s polotoka Peloponez v Grčiji in dalmatinske obale na Hrvaškem predstavljajo dve starodavni evropski populaciji izpred 6000 let, ki sta preživeli v sodobnem času. Šakalov v večjem delu Evrope ni bilo do 19. stoletja, ko so se začeli počasi širiti. Šakali so bili zabeleženi na Madžarskem, najbližja takrat znana populacija pa je bila v približno 300 kilometrov oddaljeni Dalmaciji. Temu je proti koncu 20. stoletja sledila hitra ekspanzija šakalov. Zlati šakali iz jugovzhodne Evrope in Kavkaza se širijo v Baltik. Na Bližnjem vzhodu imajo zlati šakali iz Izraela večjo genetsko raznolikost kot evropski šakali. Domneva se, da je to posledica hibridizacije izraelskih šakalov s psi, sivimi volkovi in afriškimi zlatimi volkovi, kar je ustvarilo hibridno območje v Izraelu.

### Mešanica z drugimi vrstami Canis
Genetska analiza razkriva, da včasih pride do parjenja med samicami šakala in sivim volkom, pri čemer nastanejo križanci šakala in volka, ki jih strokovnjaki ne morejo vizualno razlikovati od volkov. Do hibridizacije pride tudi med samicami zlatega šakala in samci psov, ki dajejo plodne potomce, križanca šakala in psa. V zlatega šakala je bilo 11–13 % pretoka starodavnih genov iz populacije, ki je bila prednik volkov in psov, in dodatnih 3 % iz obstoječih populacij volkov. Do 15 % genoma izraelskega volka izhaja iz mešanice z zlatimi šakali v starih časih.
Leta 2018 je bilo sekvenciranje celotnega genoma uporabljeno za primerjavo članov rodu Canis. Študija potrjuje, da se afriški volk razlikuje od zlatega šakala in da je etiopski volk genetsko osnova za oba. Obstajajo dokazi o pretoku genov med afriškimi zlatimi volkovi, zlatimi šakali in sivimi volkovi. En afriški volk z egipčanskega Sinajskega polotoka je pokazal visoko mešanico s sivimi volkovi in psi z Bližnjega vzhoda, kar je poudarilo vlogo kopenskega mostu med afriško in evrazijsko celino v evoluciji kanidov. Obstajajo dokazi o pretoku genov med zlatimi šakali in bližnjevzhodnimi volkovi, manj z evropskimi in azijskimi volkovi, najmanj pa s severnoameriškimi volkovi. Študija nakazuje, da se je prednik zlatega šakala, najden pri severnoameriških volkovih, morda pojavil pred razhajanjem evrazijskih in severnoameriških volkov.

### Podvrste in populacije
Carl Linnaeus je v svoji publikaciji Systema Naturae iz leta 1758 taksonomsko podredil zlatega šakala rodu Canis] Od takrat je bilo opisanih 13 podvrst.
| Podvrsta                                         | Trinomska avtoriteta            | Opis | Razširjenost | Sinonimi |
| ------------------------------------------------ | ------------------------------- | --- | --- | --- |
| perzijski šakal C. a. aureus Nominate subspecies | Linnaeus, 1758                  | Velik, z mehkim, bledim kožuhom s pretežno peščenimi toni.[40] Splošna barva zunanjega kožuha je običajno črno-bela, medtem ko se poddlaka spreminja od bledo rjave do bledo skrilasto sive. Občasno so tilnik in ramena rjave barve. Ušesa in sprednje noge so rjave barve, včasih rjave, medtem ko so tačke blede. Zadnje noge so nad skočnimi sklepi močneje obarvane. Brada in predžrelo sta običajno belkasta. Teža se geografsko spreminja in se giblje okoli 8–10 kg (18–22 lb). Na območjih, kjer meji na območje večjega, bolj bogato obarvanega indijskega šakala (zlasti območje Kumauna v Indiji), se včasih pojavijo živali srednje velikosti in barve. | Bližnji vzhod, Iran, Turkmenistan, Afganistan, Pakistan and Zahodna Indija kjer se njegova razširjenost prekriva z indijskim šakalom na severu in šrilanškim/južnoindijskim šakalom na jugu.<r | hadramauticus (Noack, 1896) kola (Wroughton, 1916) lanka (Wroughton, 1916) typicus (Kolenati, 1858) vulgaris (Wagner, 1841) |
| Indokitajski šakal C. a. cruesemanni             | Matschie, 1900                  | Indokitajski šakal (znan tudi kot siamski šakal in jugovzhodnoazijski zlati šakal) je bil oporečen kot ločena podvrsta s strani nekaterih avtorjev, ki trdijo, da njegova klasifikacija temelji izključno na opazovanju živali v ujetništvu. Je manjši od C. a. indicus, ki tehta do 8 kg. Njegov kožuh je zelo podoben pasjemu. Živi v gorskih območjih, v bližini kmetij ali stanovanjskih gozdov, njen plen pa so majhne živali, kot so ptice, plazilci in žabe, občasno pa se prehranjuje tudi s sadjem. En prodajalec dveh ujetih šakalov je trdil, da so na njegovi farmi ubili deset pujskov. Aktiven je lahko podnevi in ponoči. Siamski šakali so samotna bitja, vendar bosta samec in samica med sezono parjenja sodelovala. Ima malo naravnih plenilcev, čeprav so rdeči volkovi glavni vir umrljivosti. | Tajska | |
| Panonski šakal C. a. ecsedensis                  | Kretzoi, 1947                   | Ta podvrsta šakala se razlikuje od C. a. moreoticus od drugod po Evropi s širšim črnim hrbtnim trakom, ki sega do bokov. Njeni rjavi odtenki so manj izraženi, njen rep pa je skoraj črn. Lobanjske mere so enake. Nekateri avtorji je ne obravnavajo kot ločeno podvrsto, temveč za C. a. moreoticus, ker je najdeni primerek živel v živalskem vrtu, na Madžarskem pa v tistem času še ni stalno živel šakal. | Panonska nižina, Srednja Evropa | hungaricus (Ehik, 1938) minor (Mojsisovico, 1897)                                                                           |
| Indjski šakal C. a. indicus                      | Hodgson, 1833                   | Njegova dlaka je mešanica črne in bele barve, na ramenih, ušesih in nogah ima rumeno barvo. Rdeča barva je bolj izrazita pri osebkih z velikih nadmorskih višin. Na sredini hrbta in repu prevladujejo črne dlake. Trebuh, prsi in stranice nog so kremno bele barve, medtem ko so obraz in spodnji boki poraščeni s sivo dlako. Odrasli zrastejo do dolžine 100 cm, 35–45 cm višine in 8–11 kgteže. | Indija, Nepal, Bangladeš, Butan | |
| Evropski šakal C. a. moreoticus                  | I. Geoffroy Saint-Hilaire, 1835 | Največja podvrsta zlatega šakala, živali obeh spolov, v povprečju merijo 120–125 cm skupne dolžine in 10–15 kg telesne teže. Krzno je grobo in je na splošno svetlo obarvano s črnimi odtenki na hrbtu. Stegna, zgornji del nog, ušesa in čelo so svetlo rdečkasto kostanjevi. | Jugovzhodna Evropa, Moldavija, Mala Azija in Kavkaz | graecus (Wagner, 1841) balcanicus (Brusina, 1892) caucasica (Kolenati, 1858) dalmatinus (Wagner, 1841)                      |
| Šrilanški šakal C. a. naria                      | Wroughton, 1916                 | V dolžino meri 67–74 cm in tehta 5–8,6 kg. Zimska dlaka je krajša, bolj gladka in ni tako kosmata kot pri indicusi. Dlaka je temnejša tudi na hrbtu, saj je črna in belo pikčasta. Spodnja stran je bolj pigmentirana na bradi, zadnjem grlu, prsih in prednjem delu trebuha, medtem ko so okončine rjasto oker ali bogato porjavele. Izgubljanje dlake se pojavi prej v sezoni kot pri indicusu, koža pa na splošno ne posvetli barve. | Obalna JZ Indija, Šrilanka | lanka (Wroughton, 1838) |
| Sirski šakal C. a. syriacus                      | Hemprich in Ehrenberg, 1833     | Odlikujejo ga rjava ušesa. Dlaka telesa je na hrbtu rumena, ob straneh svetlejša, spodaj pa belkasto rumena. Temen trak poteka od nosu do konca repa. Meri 60–90 cm v dolžino telesa, 20–30 cm v dolžino repa, 15–18 cm v dolžino glave in tehta 5–12 kg. | Izrael, Sirija, Libanon in Jordanija | |

## Opis
Zlati šakal je podoben sivemu volku, vendar se razlikuje po manjši velikosti, lažji teži, bolj podolgovatem trupu, manj izrazitem čelu, krajših nogah in repu ter ožjem in bolj koničastem gobcu. Noge so glede na telo dolge, stopala pa vitka z majhnimi blazinicami. Samci merijo v dolžino telesa 71–85 cm, samice pa 69–73 cm. Samci tehtajo 6–14 kg, samice pa 7–11 kg. Plečna višina je 45–50 cm za oba. Za primerjavo, najmanjši volk je arabski volk (Canis lupus arabs), ki v povprečju tehta 20 kg.
Lobanja je najbolj podobna lobanji dinga in je bližje lobanji kojota (C. latrans) in sivega volka (C. lupus) kot lobanji podsedliškega šakala (L. mesomalas), bočno progastega šakala (L. adustus) in etiopskega volka (C. simensis). V primerjavi z volkom je lobanja zlatega šakala manjša in manj masivna, z nižjim nosnim predelom in krajšim obraznim predelom; projekcije lobanje so izrazite, a šibkejše kot pri volku; pasji zobje so veliki in močni, a relativno tanjši; in njeni parni zobje so šibkejši. Zlati šakal je manj specializirana vrsta kot sivi volk in te značilnosti lobanje so povezane s prehrano z majhnimi pticami, glodavci, majhnimi vretenčarji, žuželkami, mrhovino, sadjem in nekaterimi rastlinskimi snovmi.  Občasno se pri zlatem šakalu na lobanji razvije poroženela rast, imenovana "šakalov rog", ki običajno meri 1,3 cm v dolžino in je prekrit s krznom. Prebivalci Šrilanke so nekoč to lastnost povezovali z magičnimi močmi.
Šakalov kožuh je grob in razmeroma kratek, z zlato barvo osnovne barve, ki se glede na sezono spreminja od bledo kremasto rumene do temno rjave barve. Kožuh na hrbtu je sestavljen iz mešanice črnih, rjavih in belih dlak, ki včasih dajejo videz temnega sedla, kot ga vidimo pri podsedliškem šakalu. Spodnji del je svetlo bledo ingver do krem barve. Posamezne primerke lahko ločimo po edinstvenih svetlobnih oznakah na grlu in prsih. Dlaka šakalov z visokih nadmorskih višin je bolj rumeno obarvana kot dlaka njihovih nižinskih primerkov, medtem ko je dlaka šakalov v skalnatih, gorskih območjih lahko bolj siva. Kosmat rep ima rjavo do črno konico. Melanizem lahko povzroči temno obarvano dlako pri nekaterih zlatih šakalih, obarvanost, ki je bila nekoč precej pogosta v Bengalu. Za razliko od melanističnih volkov in kojotov, ki so dobili temno pigmentacijo zaradi križanja z domačimi psi, melanizem pri zlatih šakalih verjetno izvira iz neodvisne mutacije, ki bi lahko bila prilagoditvena lastnost. Leta 2012 je bil v jugovzhodnem Iranu fotografiran primerek, ki je verjetno albino.
Šakal menja dlako dvakrat letno, spomladi in jeseni. V Zakavkazju in Tadžikistanu se spomladansko menjanje začne ob koncu zime. Če je bila zima topla, se to začne sredi februarja; če je bila zima mrzla, se začne sredi marca. Spomladansko menjanje dlake traja 60–65 dni; če je žival bolna, izgubi le polovico zimskega kožuha. Spomladansko se začne z glavo in okončinami, sega do bokov, prsnega koša, trebuha in zadnjice ter se konča pri repu. Krzno na spodnjem delu je odsotno. Jesensko litje se pojavi od sredine septembra z rastjo zimskega kožuha; istočasno pride do odpadanja poletne dlake. Razvoj jesenske dlake se začne pri zadku in repu ter se razširi na hrbet, boke, trebuh, prsni koš, okončine in glavo, polno zimsko dlako pa doseže konec novembra.

## Razširjenost in habitat
V južni Aziji zlati šakal naseljuje: Afganistan, Pakistan, Šrilanka, Bangladeš, Mjanmar, Tajska, Indija, Nepal in Butan.
V Srednji Aziji naseljuje: Tadžikistan, Turkmenistan in Uzbekistan.
Poročali so o dveh opažanjih iz Kambodže, treh iz južnega Laosa in dveh iz Vietnama – vsako opažanje je bilo samo v nižinskem, odprtem listnatem gozdu in ni bil predstavljen noben primerek.
V jugozahodni Aziji naseljuje: Iran, Irak, Izrael, Jordanija, Kuvajt, Libanon, Oman, Saudova Arabija, Katar, Sirija, Turčija, Združeni arabski emirati in Jemen
V Evropi naseljuje: Albanija, Armenija, Avstrija, Azerbajdžan, Bosna in Hercegovina, Bolgarija, Hrvaška, Estonija, Gruzija, Grčija, Madžarska, Italija,
Kosovo, Latvija, Litva, Makedonija, Moldavija, Črna gora, Poljska, Romunija,
Ruska federacija, Srbija, Slovaška, Slovenija, Švica, Turčija in Ukrajina.
Opažen je bil v Belorusiji, na Češkem in v Nemčiji. Prvič je bil zabeležen na Danskem leta 2015, verjetno je naravna selivka z juga, vrsta pa je bila od takrat potrjena na več lokacijah v Jutlandiji. O tem so poročali nizozemski mediji, vendar ni jasno, ali je bil ta šakal pobegnil iz zasebnega živalskega vrta. Julija 2019 so zlatega šakala opazili v vzhodni Finski, približno 100 kilometrov od ruske meje,  nato pa so odkrili dokaze o prejšnjem opažanju leta 2018 v bližini mesta Kajaani v osrednji Finski. Leta 2020 je bil en primerek posnet s pastjo kamere na severu Norveške, zaradi česar je bilo to najsevernejše opažanje te vrste doslej. Leta 2022 je bila v Estoniji ugotovljena najsevernejša uveljavljena populacija zlatih šakalov; ta populacija je v veliki meri izolirana od bolj južnih populacij.
Vsejeda prehrana zlatega šakala mu omogoča uživanje široke palete hrane; ta prehrana mu skupaj s toleranco na suhe razmere omogoča življenje v različnih habitatih. Šakalu dolge noge in gibko telo omogočajo, da v iskanju hrane preteče velike razdalje. Lahko zdrži brez vode dlje časa in so ga opazili na otokih, ki nimajo sladke vode. Šakalov je veliko v dolinah ter ob rekah in njihovih pritokih, kanalih, jezerih in morskih obalah, vendar so redki v vznožju in nizkih gorah. V Srednji Aziji se izogibajo brezvodnim puščavam in jih ni mogoče najti v puščavi Karakum ali puščavi Kizilkum, lahko pa jih najdemo na njihovih robovih ali v oazah. Po drugi strani pa jih v Indiji najdemo v puščavi Thar. Najdemo jih v gostem bodičastem grmičevju, na poplavnih območjih trstičja in v gozdovih. Znano je, da se povzpnejo več kot 1000 m po pobočjih Himalaje; lahko prenesejo temperature do −25 °C in včasih do −35 °C. Niso prilagojeni snegu, v snežni deželi pa morajo potovati po poteh, ki jih naredijo večje živali ali ljudje. V Indiji bodo zavzeli okoliško vznožje nad obdelovalnimi območji, ponoči vstopali v človeška naselja, da bi se hranili s smetmi in se ustalili okoli hribovskih postaj na 2000 m višine nad srednjo gladino morja. Na splošno se izogibajo gorskim gozdovom, vendar lahko med razpršitvijo zaidejo v alpska in podalpska območja. V Turčiji, na Kavkazu in v Zakavkazju so jih opazili do 1000 m nad srednjo gladino morja, zlasti na območjih, kjer podnebje podpira grmičevje v visokih legah. Estonska populacija, ki je edina populacija te vrste, prilagojena borealni regiji, v veliki meri naseljuje obalna travišča, alvarje in trstičevje, habitate, kjer so volkovi le redko prisotni.